# Улица Карла Маркса (Ульяновск)
У́лица Ка́рла Ма́ркса — улица в Ленинском районе Ульяновска, одна из центральных улиц города. Названа в честь Карла Маркса, немецкого философа, социолога, экономиста, писателя, политического журналиста и общественного деятеля. Ранее носила названия Мясницкая (до 1843 года), Дворцовая (1843—1918), Лассаля (1918—1940).

## История улицы

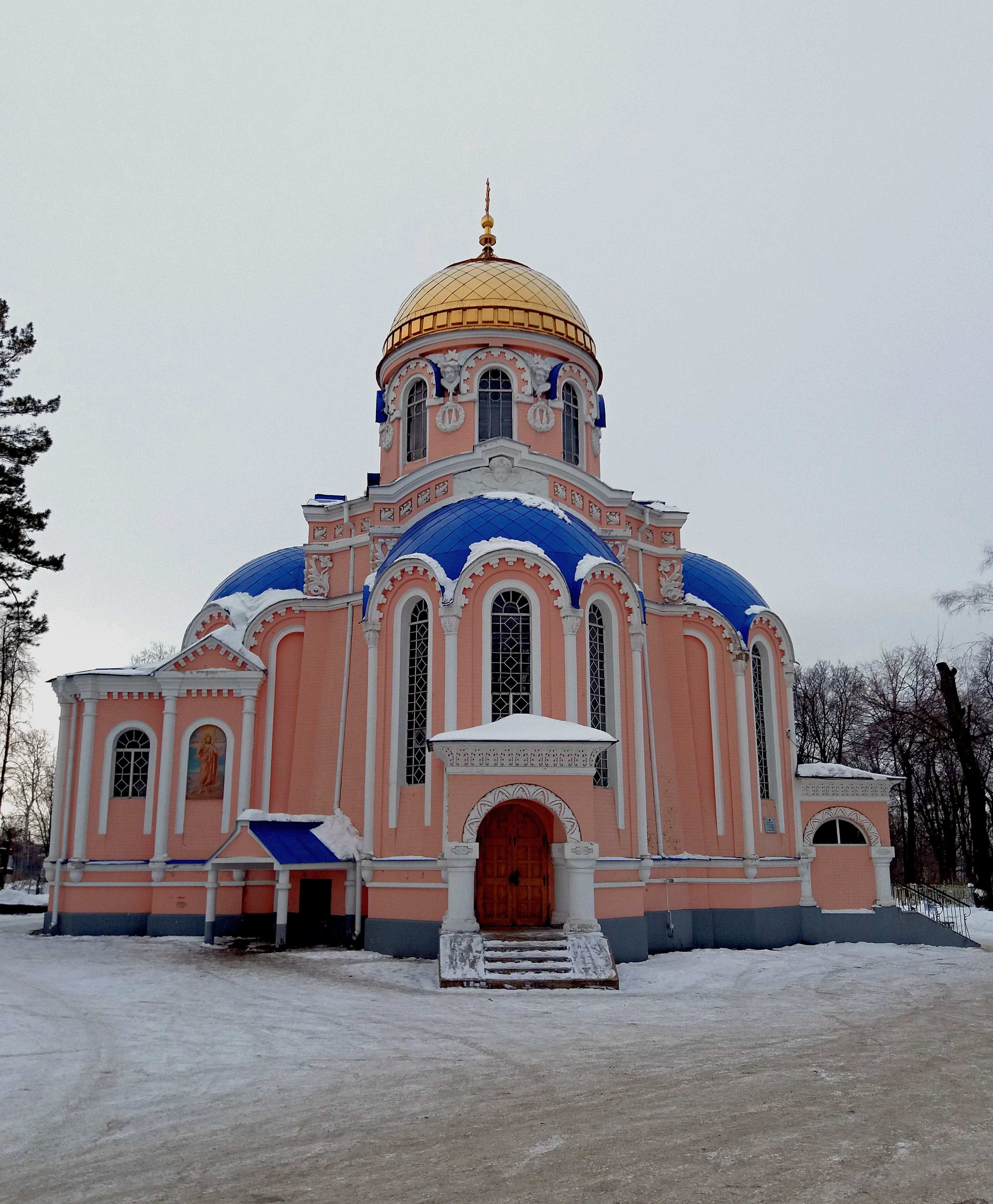
Воскресенский храм.

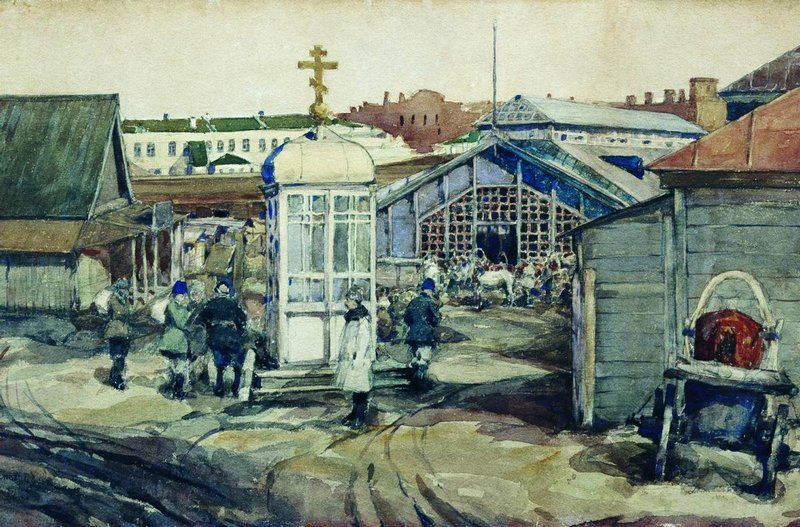
Часовня на ярмарочной площади (худ. С. А. Виноградов).

Улица получила своё современное название в 1940 году. До этого она же именовалась Мясницкой (до 1843), Дворцовой (1843—1918) и улицей имени Лассаля (до 1940). В 1887 году часть улицы от современной — Марата до городского кладбища (основано в 1874) носила название Заводской переулок, с 1898 года — Канатный переулок, с присоединением к городу посёлка Куликовка в 1920 году, эту часть улицы присоединили и переименовали.
До начала XVIII века улица начиналась от Карамзинского сквера и доходила до оврага с речкой Симбиркой, но затем, когда граница города  перешла через речку, то и улицу удлинили. 

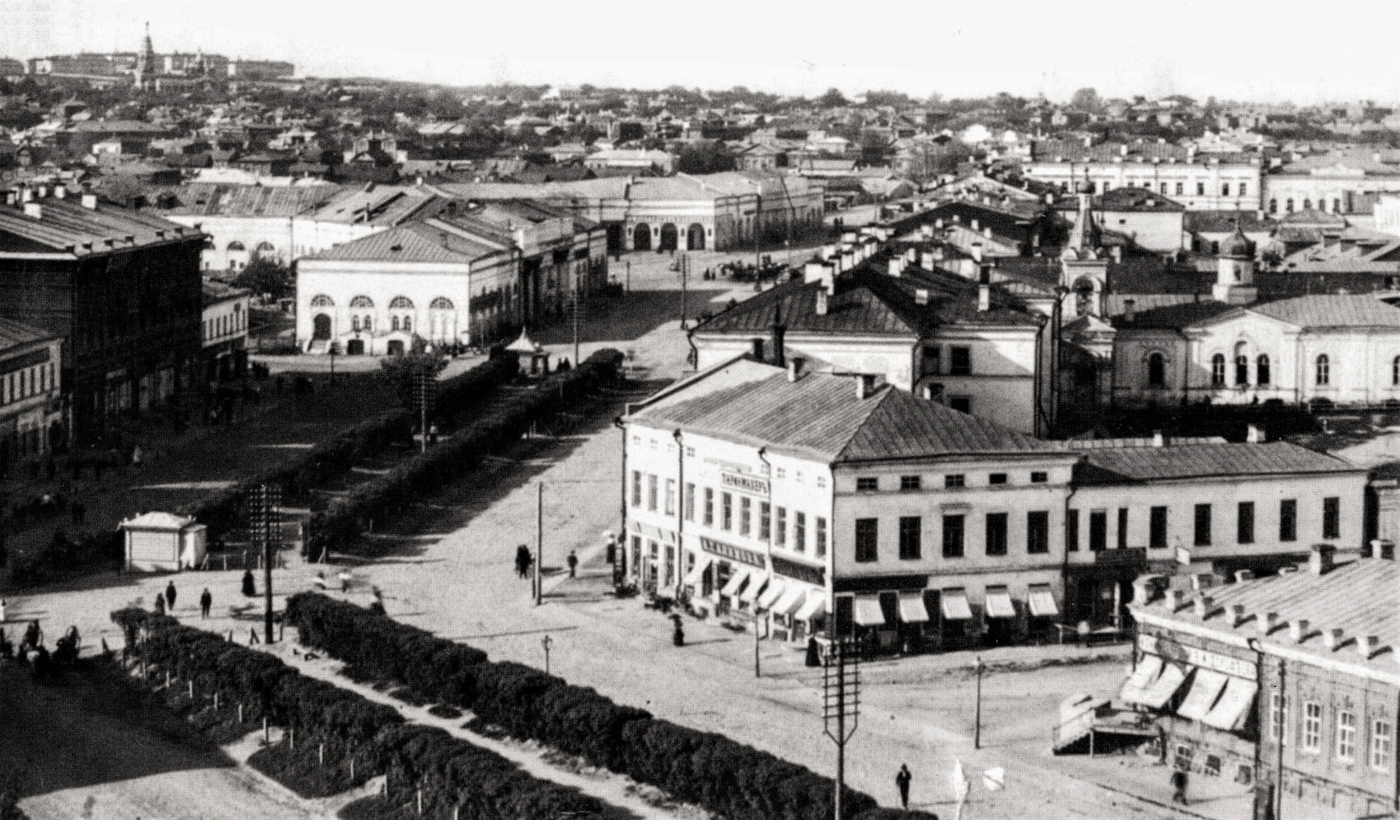
Перекрёсток улиц Гончарова и К. Маркса.

В конце XVIII века в районе пересечений Большой Саратовской (ул. Гончарова) и Дворцовой улиц начала формироваться торговая часть Симбирска. Здесь разместились гостиницы, постоялые дворы, лучшие магазины и банковские конторы. К 1830-м годам здесь сформировалась Торговая площадь — большой ансамбль из двух зданий торговых рядов с полукруглой площадью между ними — каменный Гостиный двор отстроенный в 1832 — 1836 годах, два корпуса которого заняли перекрёсток улиц Большой Саратовской (Гончарова) и Дворцовой (К. Маркса), проекту петербургского архитектора Авраама Мельникова, под наблюдением губернского архитектора Ивана Лизогуба. Но торговая часть расширялась медленно — овраг реки Симбирки мешал ею развитию. К 1843 году через овраг обмелевшей речки Симбирки перекинули мост, и Дворцовая улица, ограниченная природной преградой, продлили. За этим мостом (Мясницкий мост) со временем был выстроен новый район с Ярмарочной и Базарной площадьми и он стал купеческим районом. Последний раз мост здесь строили в 1924 году, затем, в 1930-х годах, речку Симбирку спрятали в бетонный коллектор.  
В 1780 году торговые ряды были перенесены за Мясницкий мост на Мясницкую ул. (ныне ул. Карла Маркса), за овраг с речкой Симбиркой, и на базаре расположилась часовня, в створе Лосевой улицы (ныне ул. Федерации), на месте, которое в настоящее время занимает северное крыло одного из корпусов АО «Контактор» (ул Карла Маркса, 12). В 1877 году из-за её ветхости была построена Казанская церковь. Здание бывшей церкви-часовни было разрушено в 1963–1964 гг., перед началом строительства производственно-бытового корпуса № 3 завода «Контактор».  
В июле 1941 года из Минска был эвакуирован Минское Краснознамённое танковое училище имени М. И. Калинина, ставшее 2-м Ульяновским Краснознамённым танковым училищем имени М. И. Калинина, который расположился на месте старых военных казарм.  
2 ноября 1941 года в Ульяновск прибыл первый эшелон с оборудованием и людьми Харьковского электромеханического завода (ныне завод Контактор), который разместился на двух гектарах складских и торговых помещениях на территории рынка, а с 1965 по 1976 год для завода были построены почти все производственные корпуса.  
В 1951 году по проекту архитектора Александра Ивановича Бросмана на улице было построено административное здание УВД, в 1956-м — жилой комплекс на пресечении улиц К. Маркса и Пищевиков (Гагарина).
В 1963 году был построен центральный стадион.
В конце 1960-х годах, к 100-летию со дня рождения Владимира Ильича Ленина, улица претерпела ряд изменений. На месте нынешнего Дворца культуры «Губернаторский» до 1968 года располагались здания Спасского женского монастыря (ныне восстанавливаются). В той части города, где пересекались Большая Саратовская (ныне Гончарова) и Дворцовая улицы, находился Гостиный двор, а далее — Дворцовые ряды — популярное место торговли. На месте современного стадиона «Труд» и завода «Контактор» располагались Базарная и Ярмарочная площади, протекала река Симбирка.
Сейчас улица Карла Маркса наиболее оживленная магистраль в центре Ульяновска. На месте Гостиного двора в 70-е годы были построены здания Центрального универмага и Дома быта. На улицу выходит главный фасад «Дворца Губернаторского» (бывший — Дворец Профсоюзов, ЦНТИ, главный концертный зал города), завод «Контактор», центральный стадион «Труд», многочисленные торговые центры, здание областного УВД, Ленинского районного суда и др. Река Симбирка со второй половины XIX века протекает в коллекторе. В нижней части улицы находится Воскресенский некрополь с Воскресенской церковью (1911, арх. Ф. Ливчак).
С 23 декабря 2016 года часть улицы Карла Маркса, от улицы Спасской до улицы Гончарова, теперь именуется улицей Дворцовой.

## Примечательные здания и сооружения

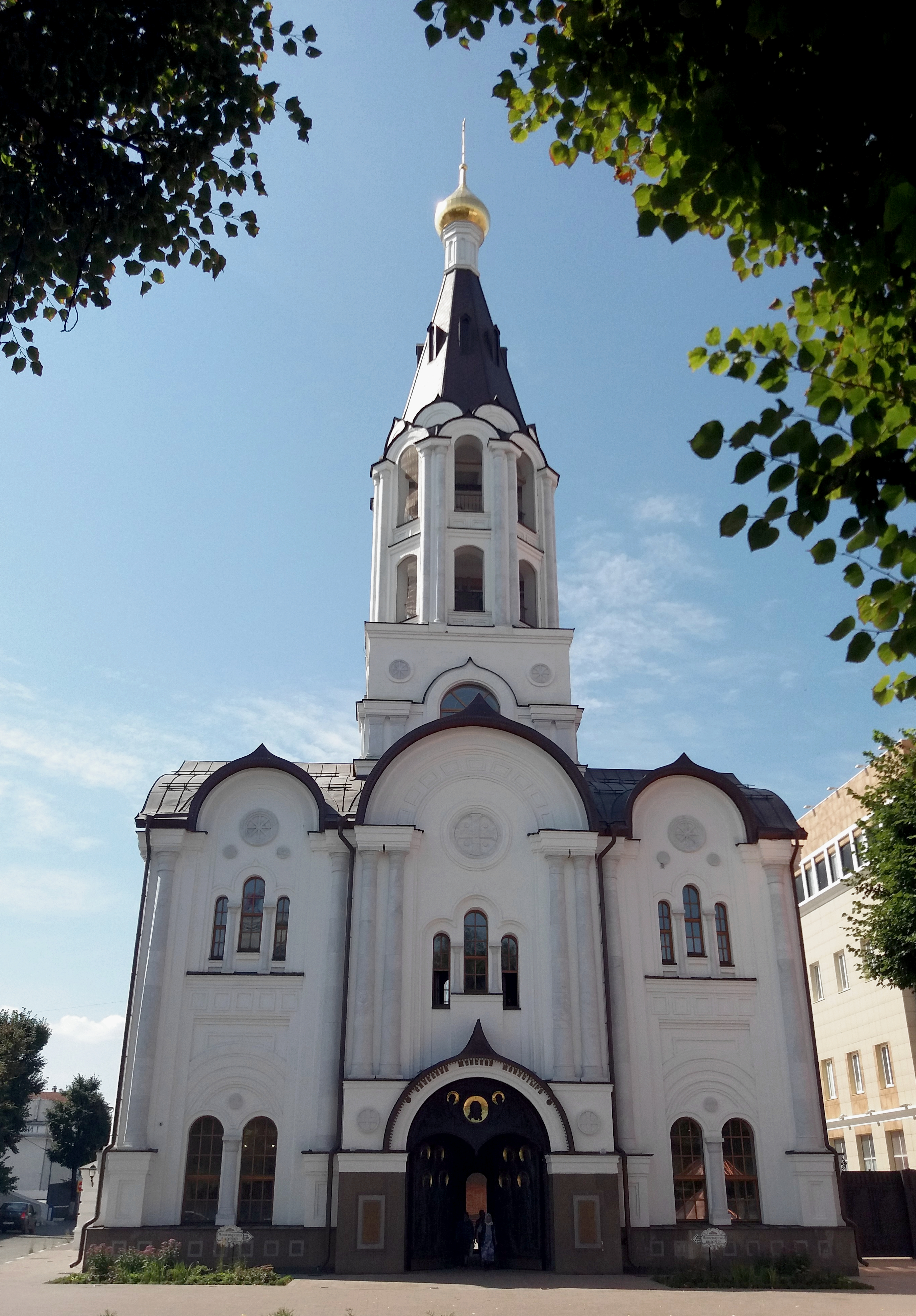
Храм в честь всех Новомучеников и исповедников Симбирской земли. (Спасский женский монастырь).

- Храм в честь всех Новомучеников и исповедников Симбирской земли. (Спасский женский монастырь).Дворец культуры «Губернаторский»[15][16].
- Воскресенский храм (был возведён в 1911 году на территории Воскресенского некрополя)[17].
- Ульяновское гвардейское суворовское военное училище (Карла Маркса, 39а).
- Ленинский районный суд (здание было построено в 1930 году).
- Жилые дома в стиле «Сталинский ампир» (перекрёсток с улицами Гагарина и Крымова, номера домов 35, 33, 73 и 26).
- Управление МВД России по Ульяновской области (Карла Маркса, 31).
- Стадион «Труд имени Л. Яшина».
- Дом быта и ЦУМ (арх. Орлов Марк Артурович).
- Спасский женский монастырь (восстанавливается).

## Пересекает улицы
- Улица Гончарова
- Улица Марата
- Улица Робеспьера

## Примыкают улицы

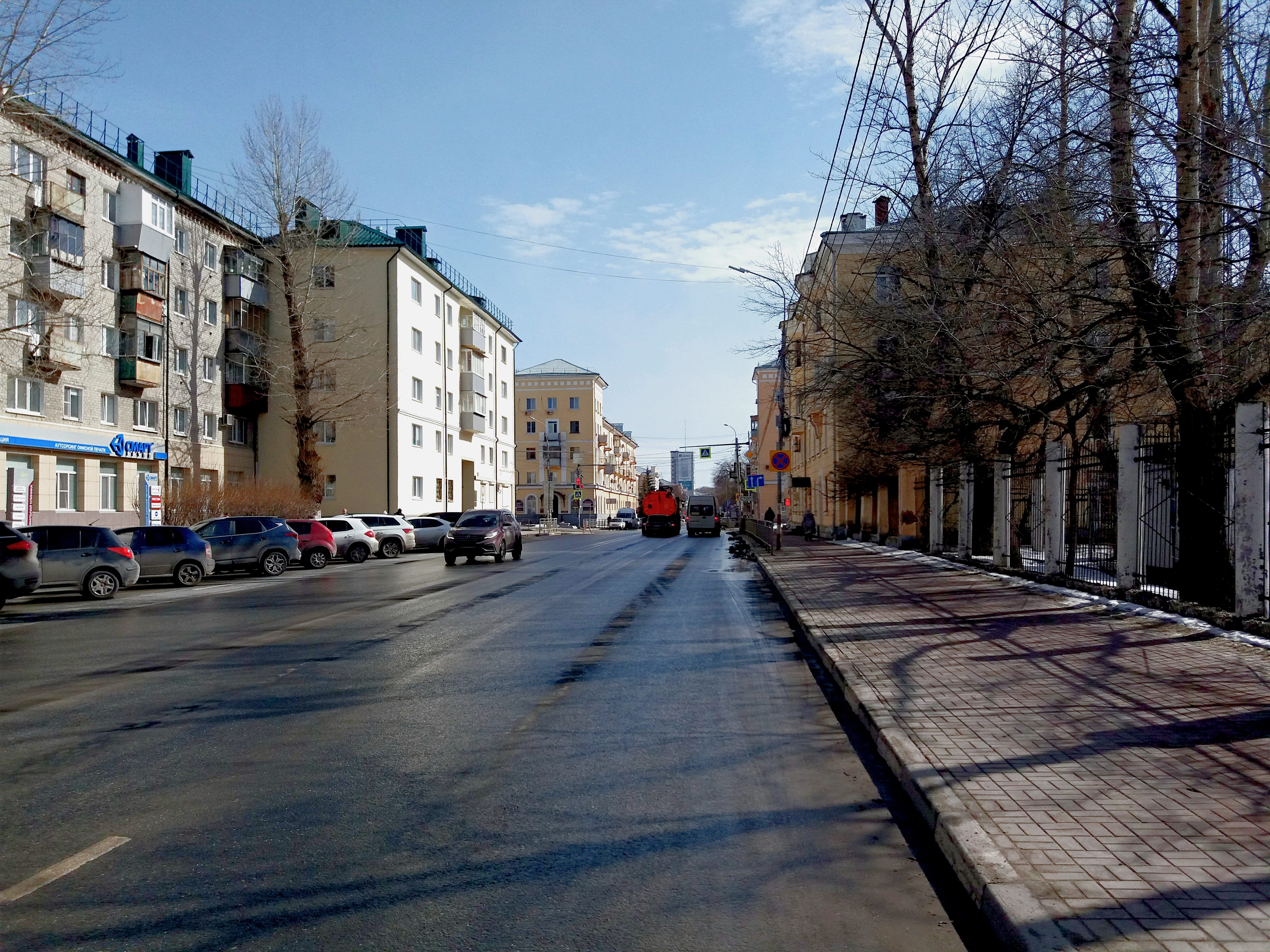
Улица Карла Маркса.

- Улица Карла Маркса.Улица Спасская (быв. Советская)
- Пожарный переулок
- Улица Федерации
- Молочный переулок
- Улица Крымова
- Улица Гагарина
- Верхнеполевая улица
- Кооперативная улица
- Улица Старосвияжский Пригород
- Улица Чапаева
- Улица Крупской
- Улица Некрасова
- Омская улица
- Улица Новосвияжский Пригород
- Улица Урицкого
- Улица Пушкарёва

## Памятники
- Памятник пожарным и спасателям.
- Памятник ветеранам и выпускникам УВВТУ
- Памятник "На страже правопорядка"
- Скульптура «Девочка с корзинами».

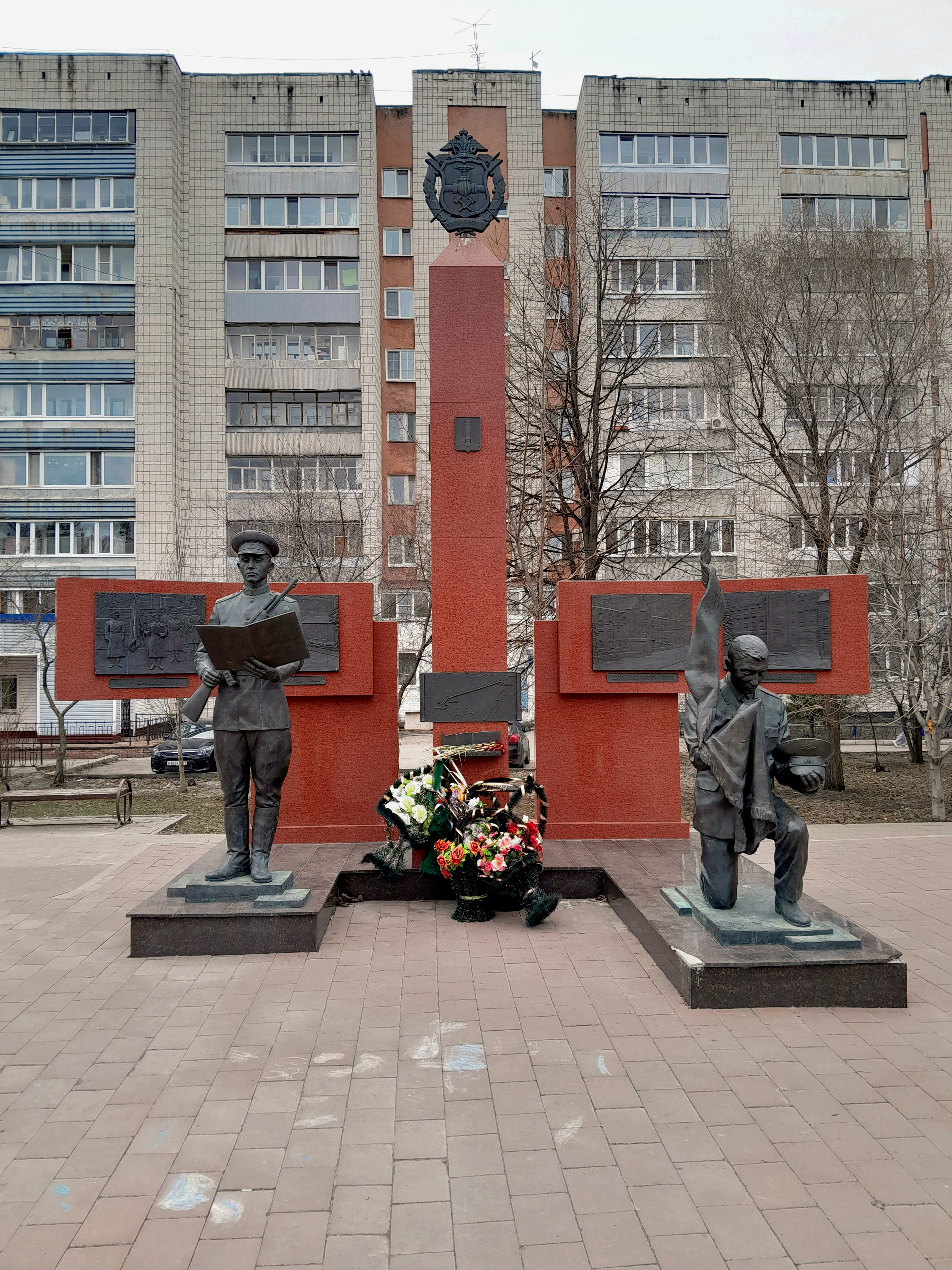
Монумент ветеранам и выпускникам УВВТУ.
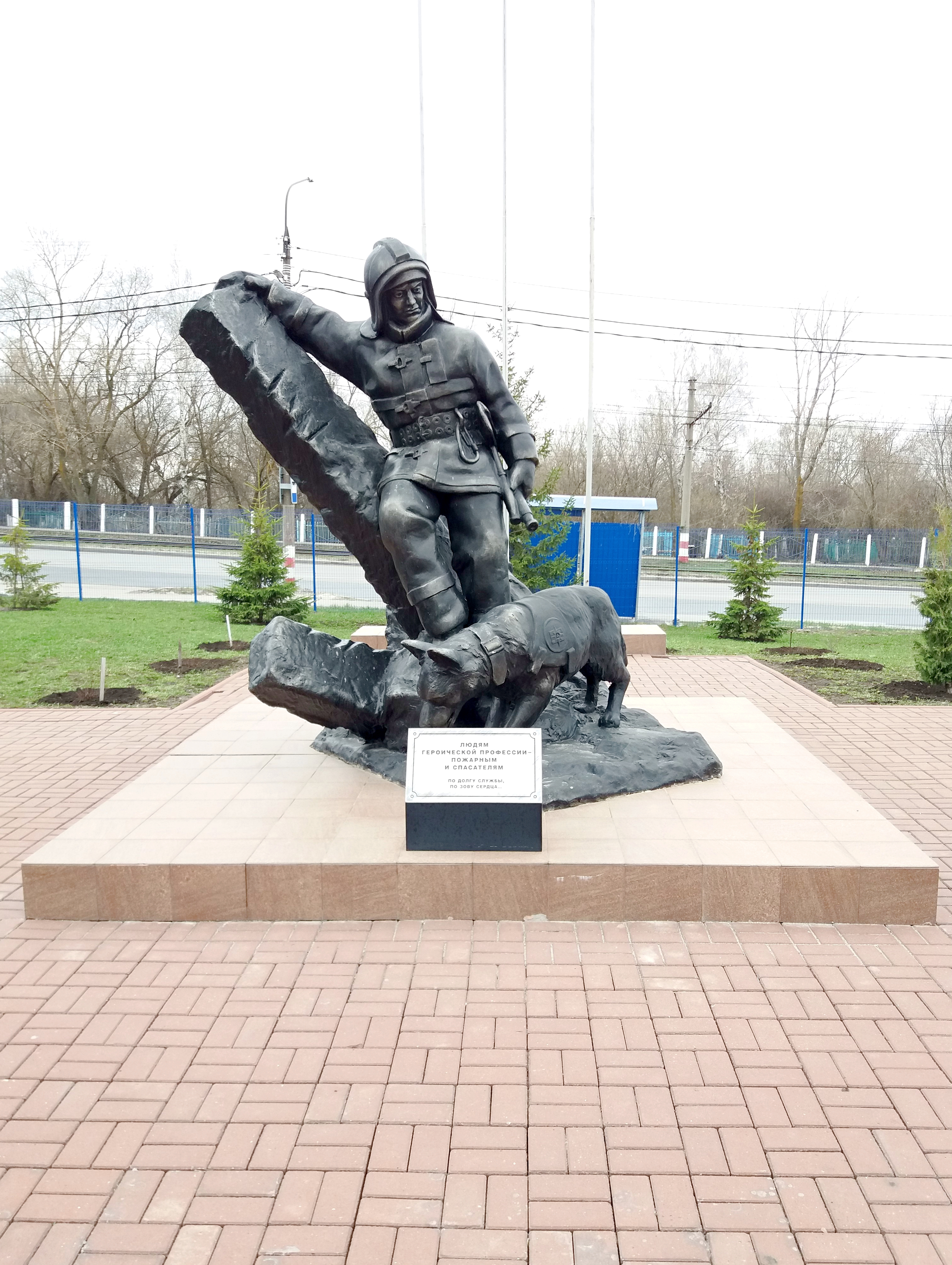
Монумент Славы МЧС.
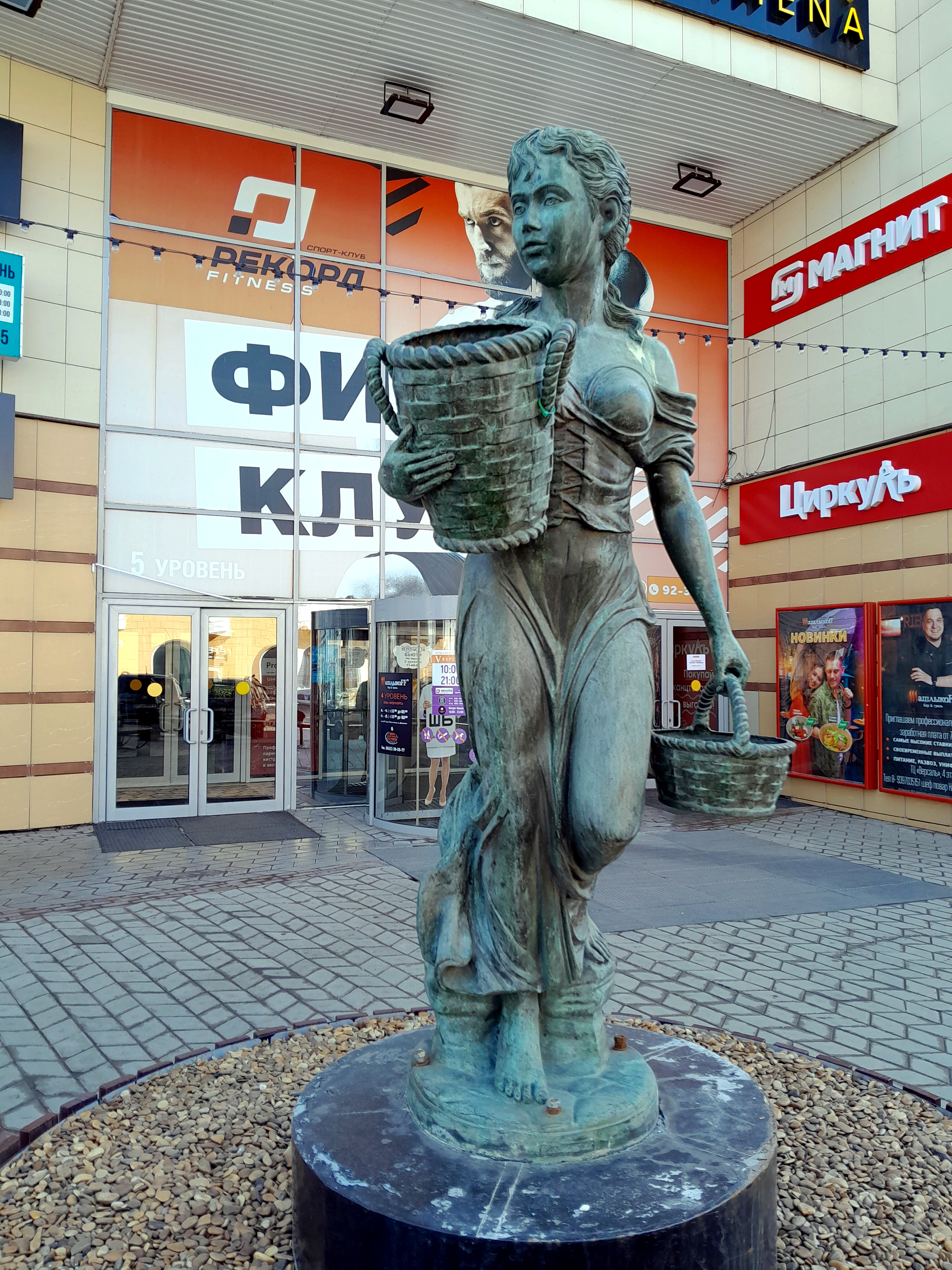
Скульптура «Девочка с корзинами».
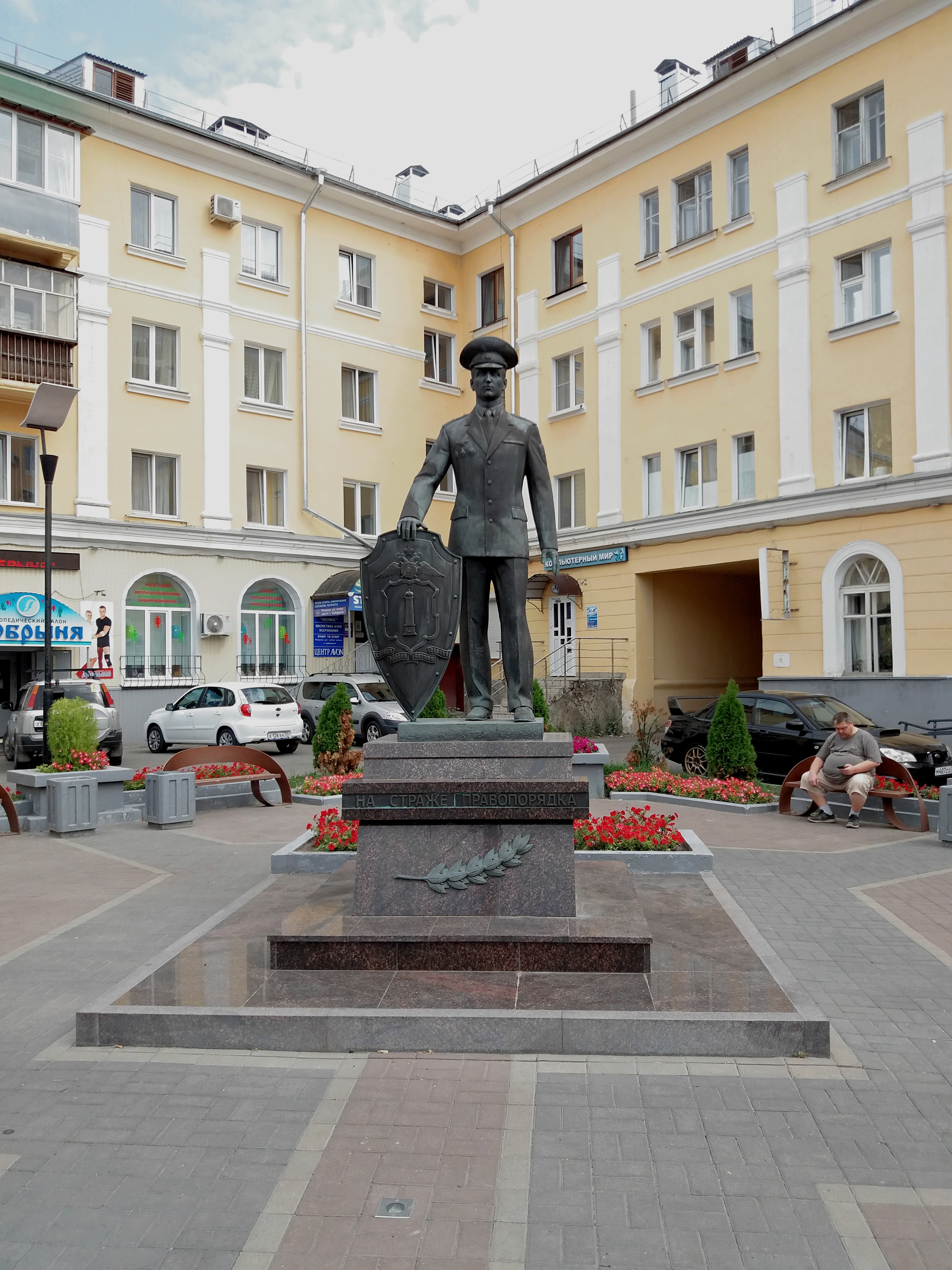
Памятник работникам УВД.

## Галерея

Виды улицы
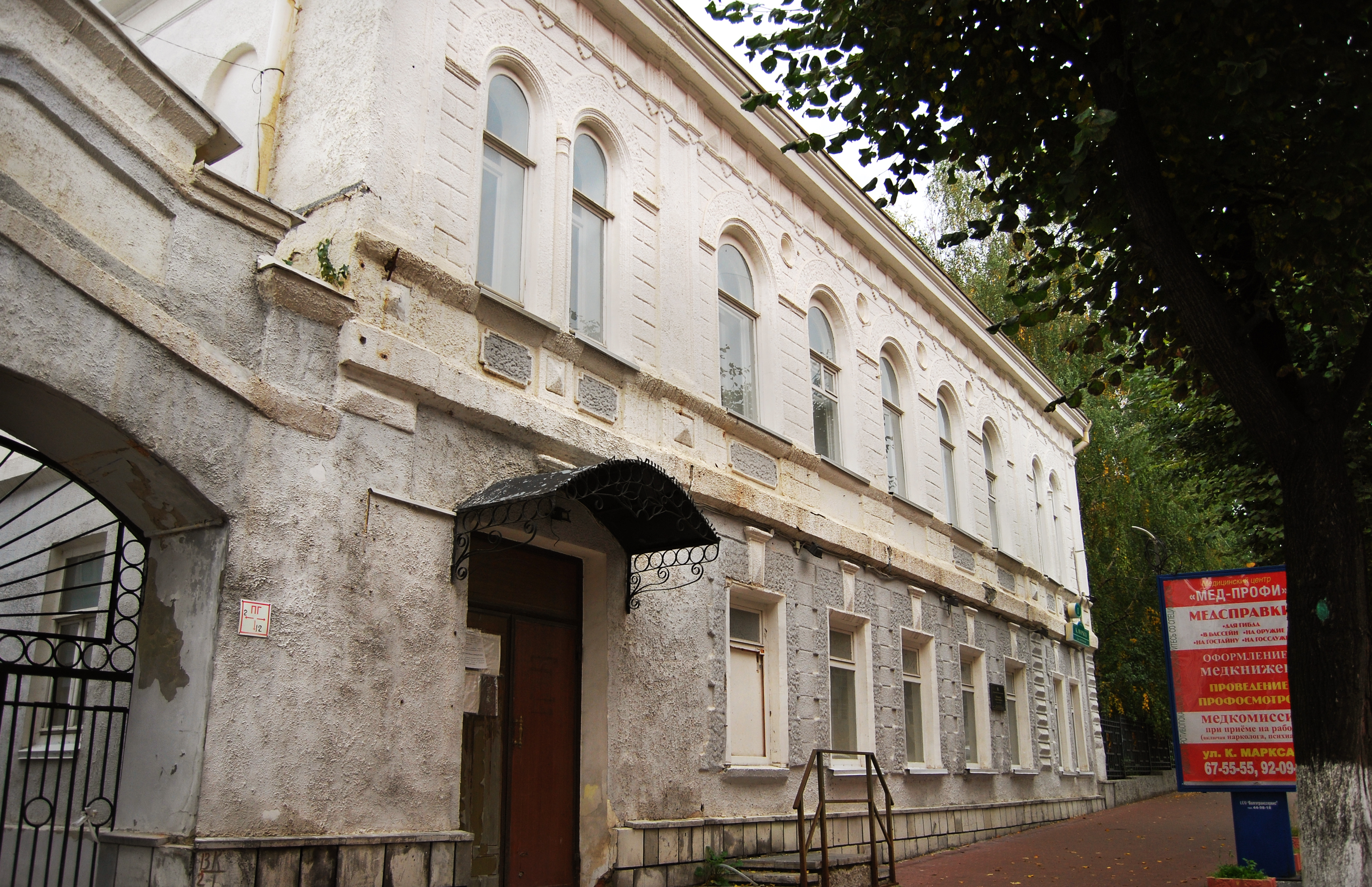
Карла Маркса,1
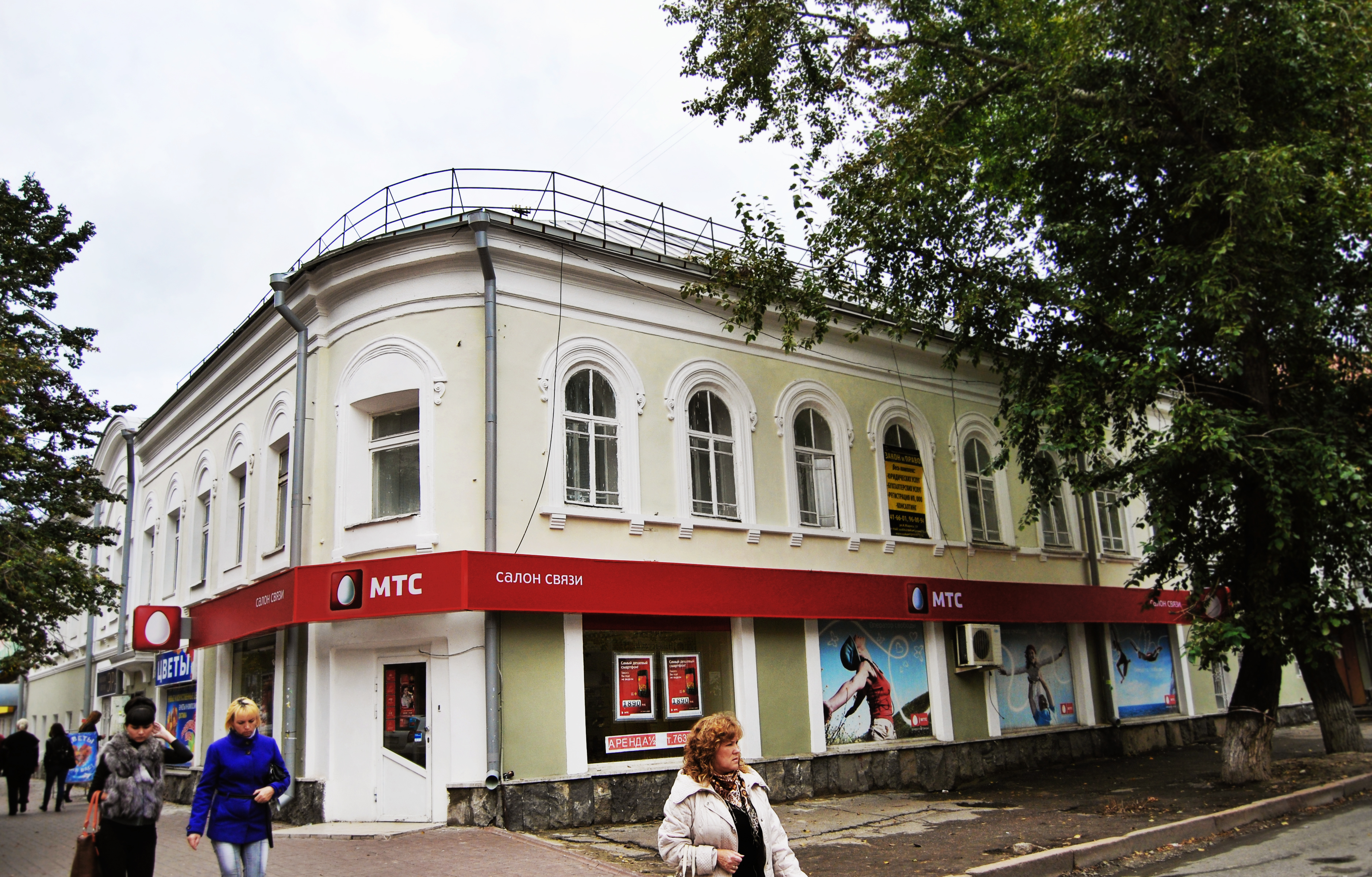
Карла Маркса,17
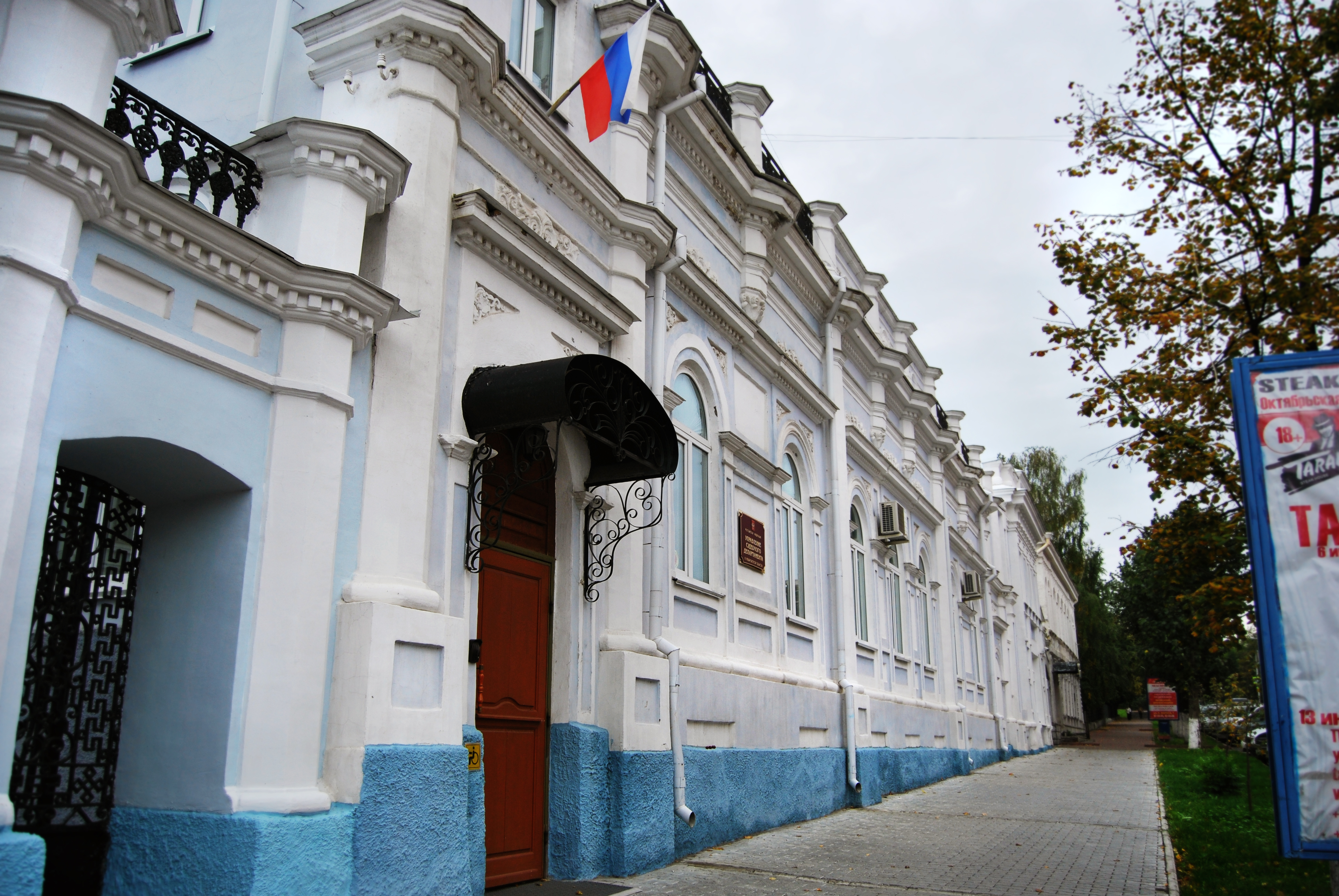
Карла Маркса,3
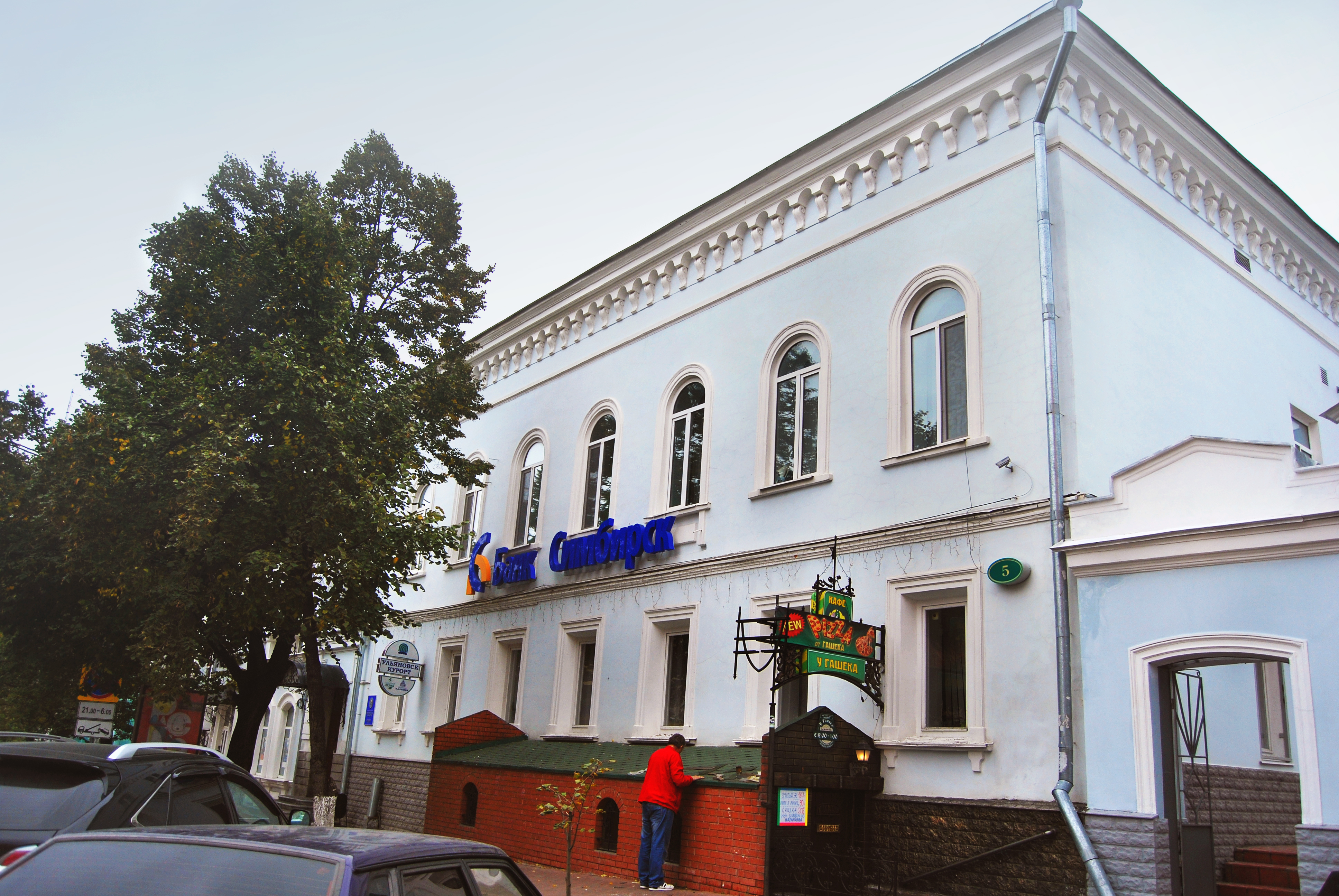
Карла Маркса,5
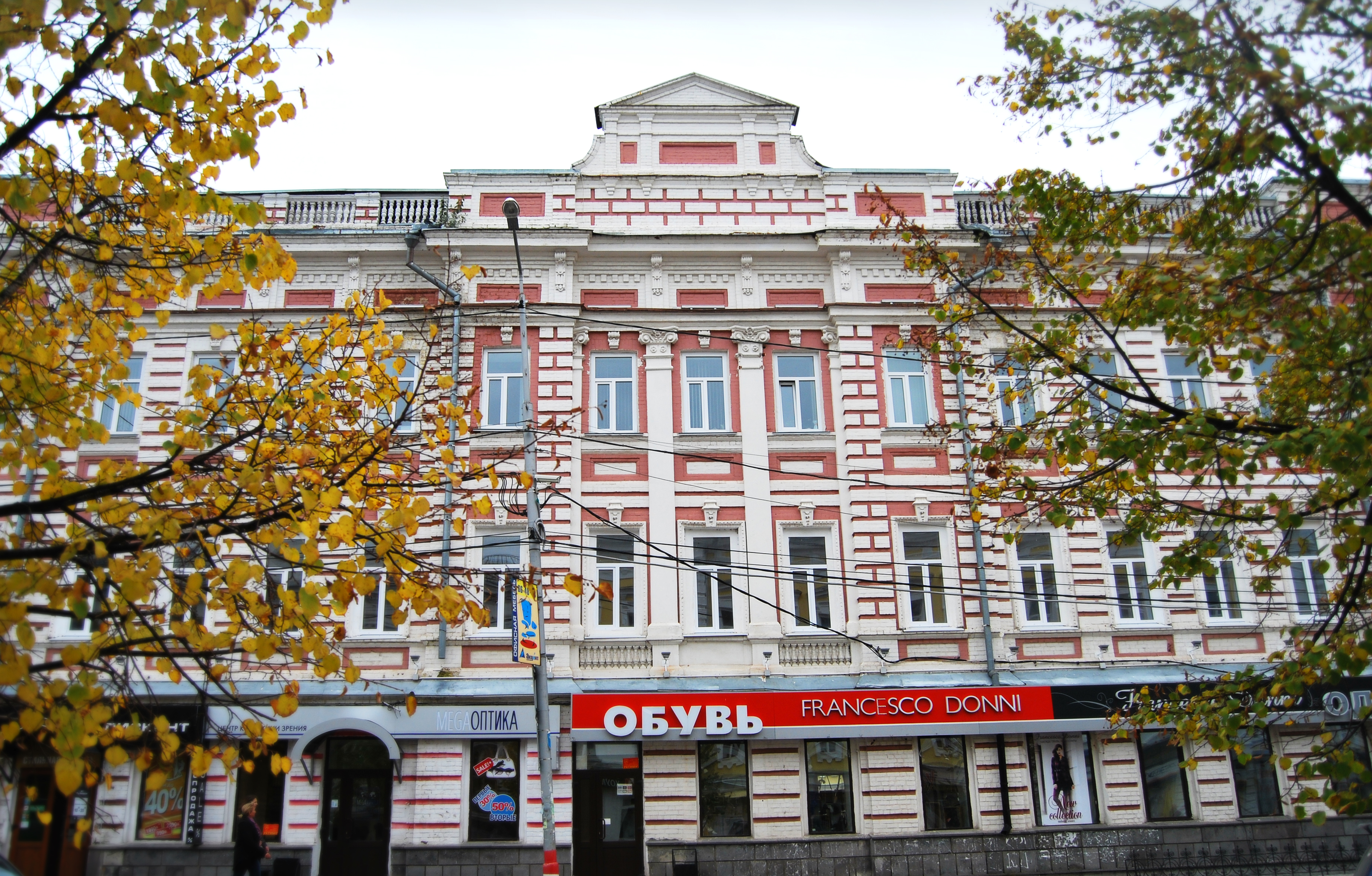
Карла Маркса,8
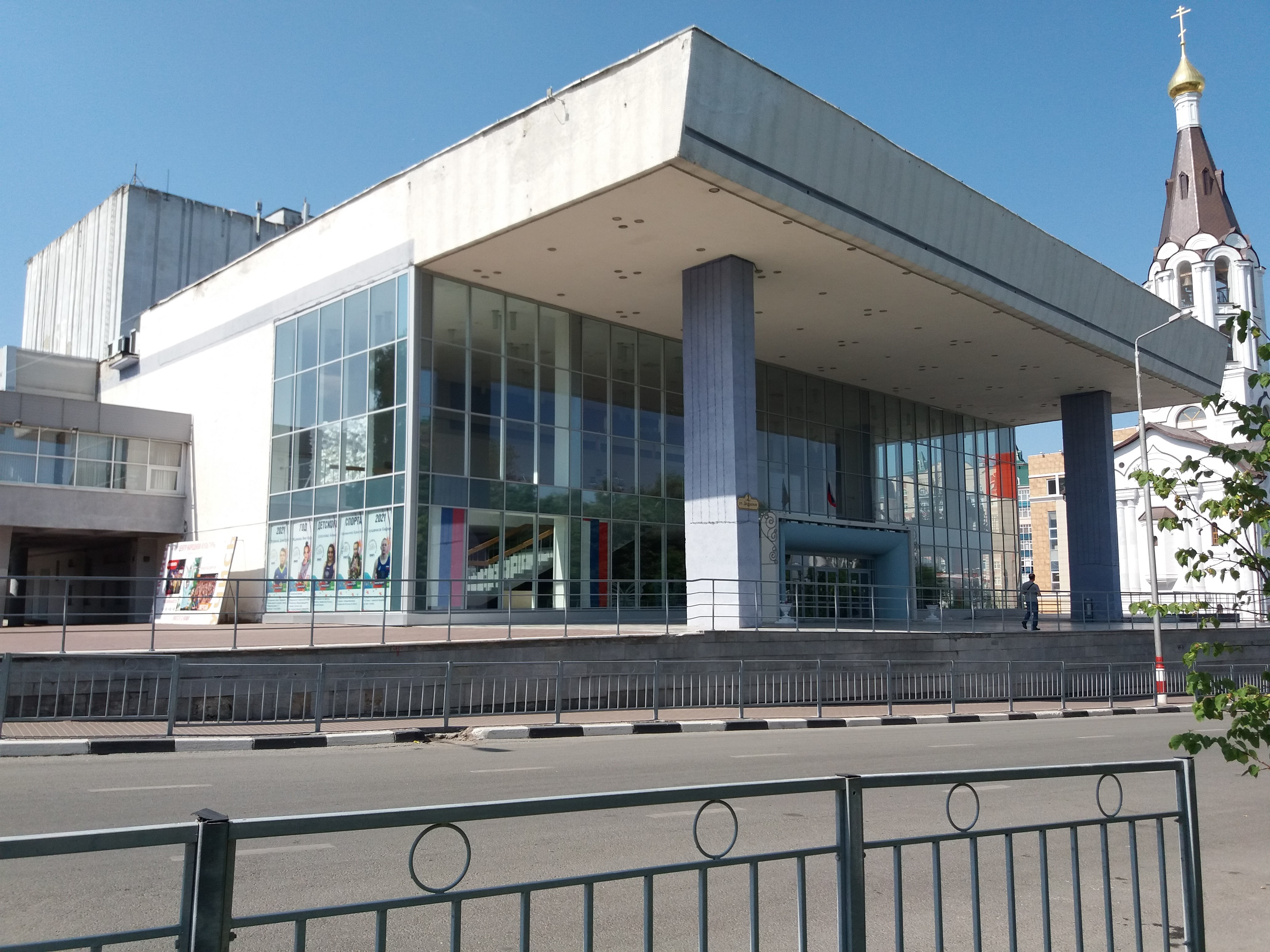
Дворец культуры «Губернаторский».
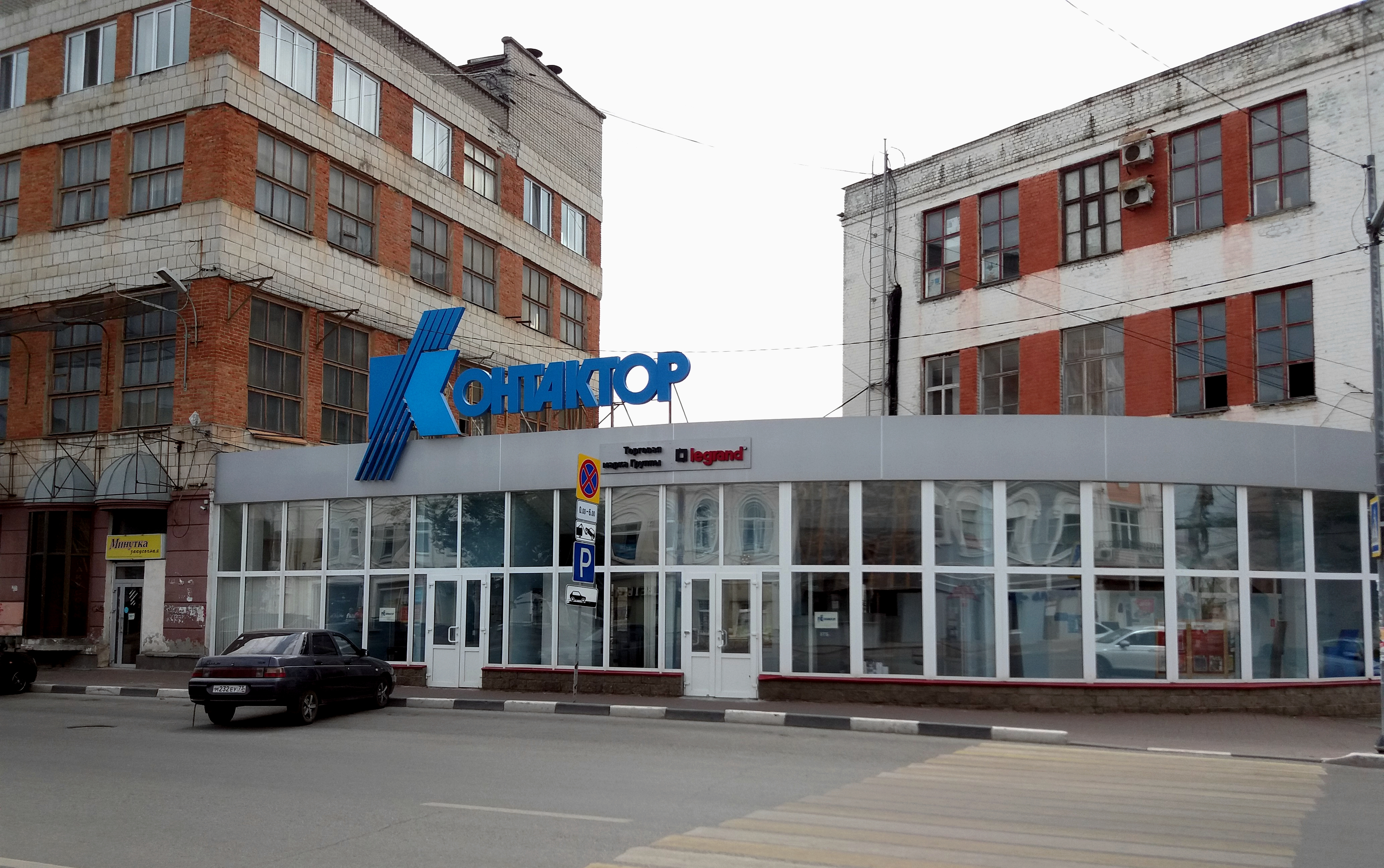
Проходная завода "Контактор".
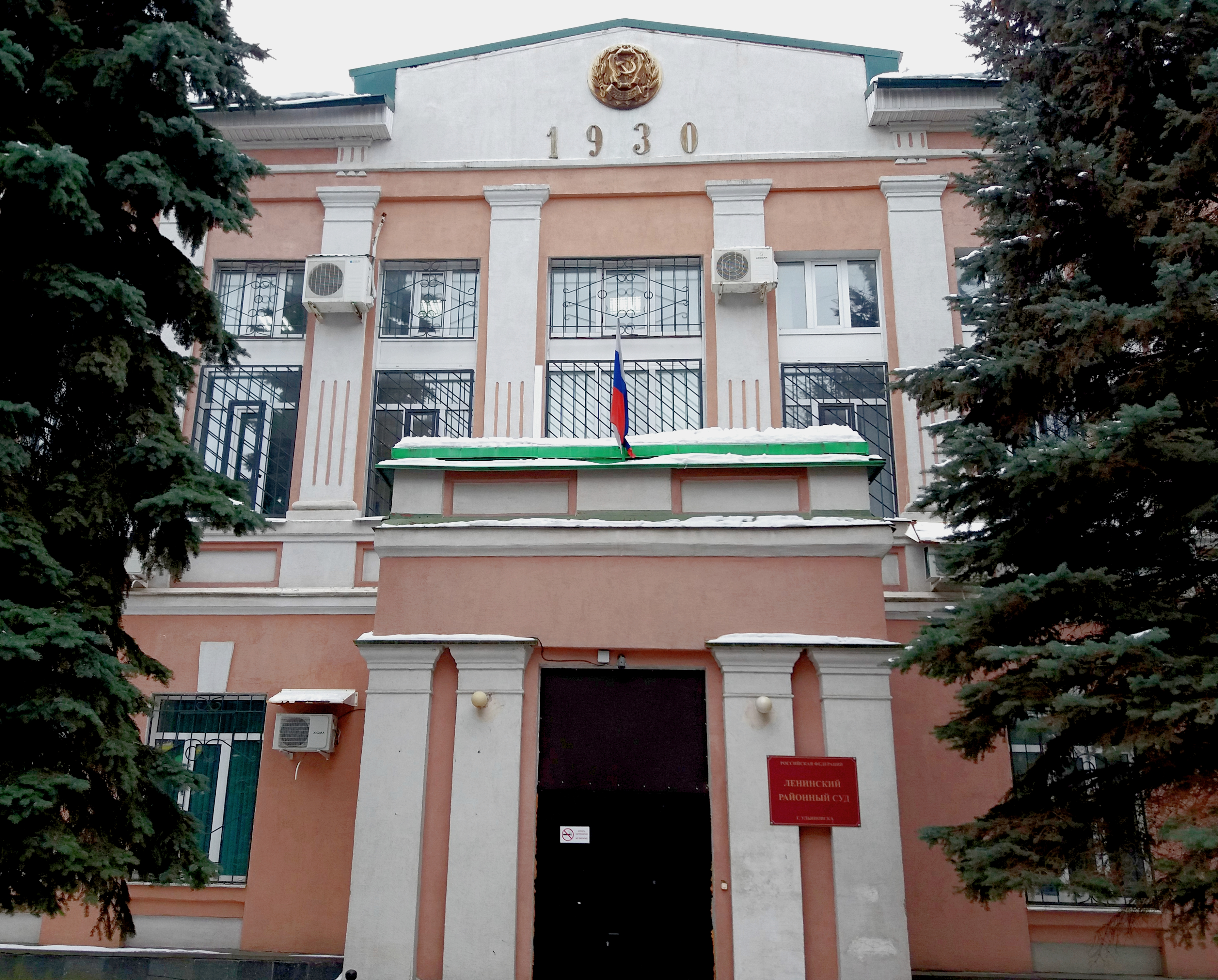
Здание суда Ленинского района.
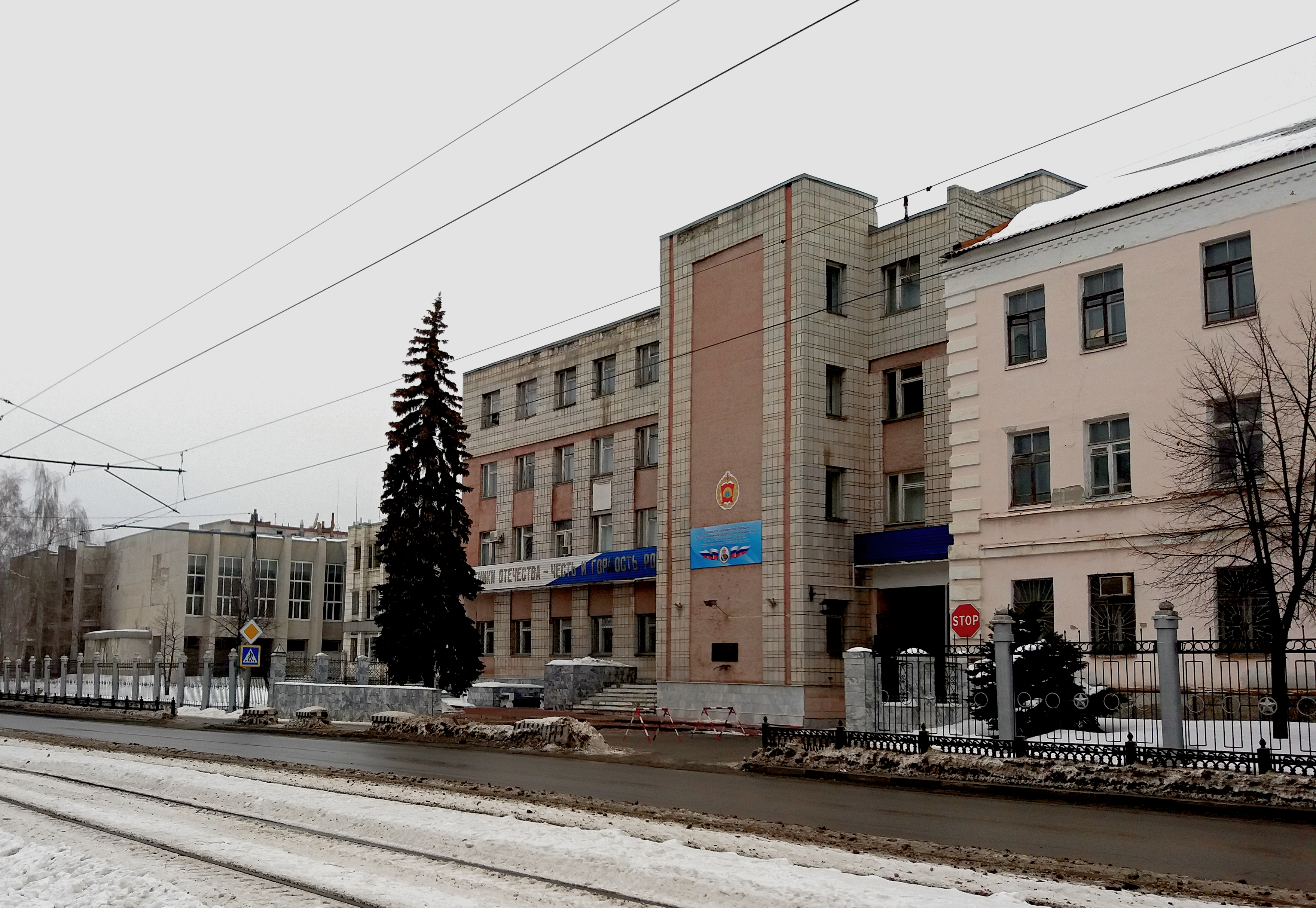
Здание УВВТУ, ныне суворовское училище.
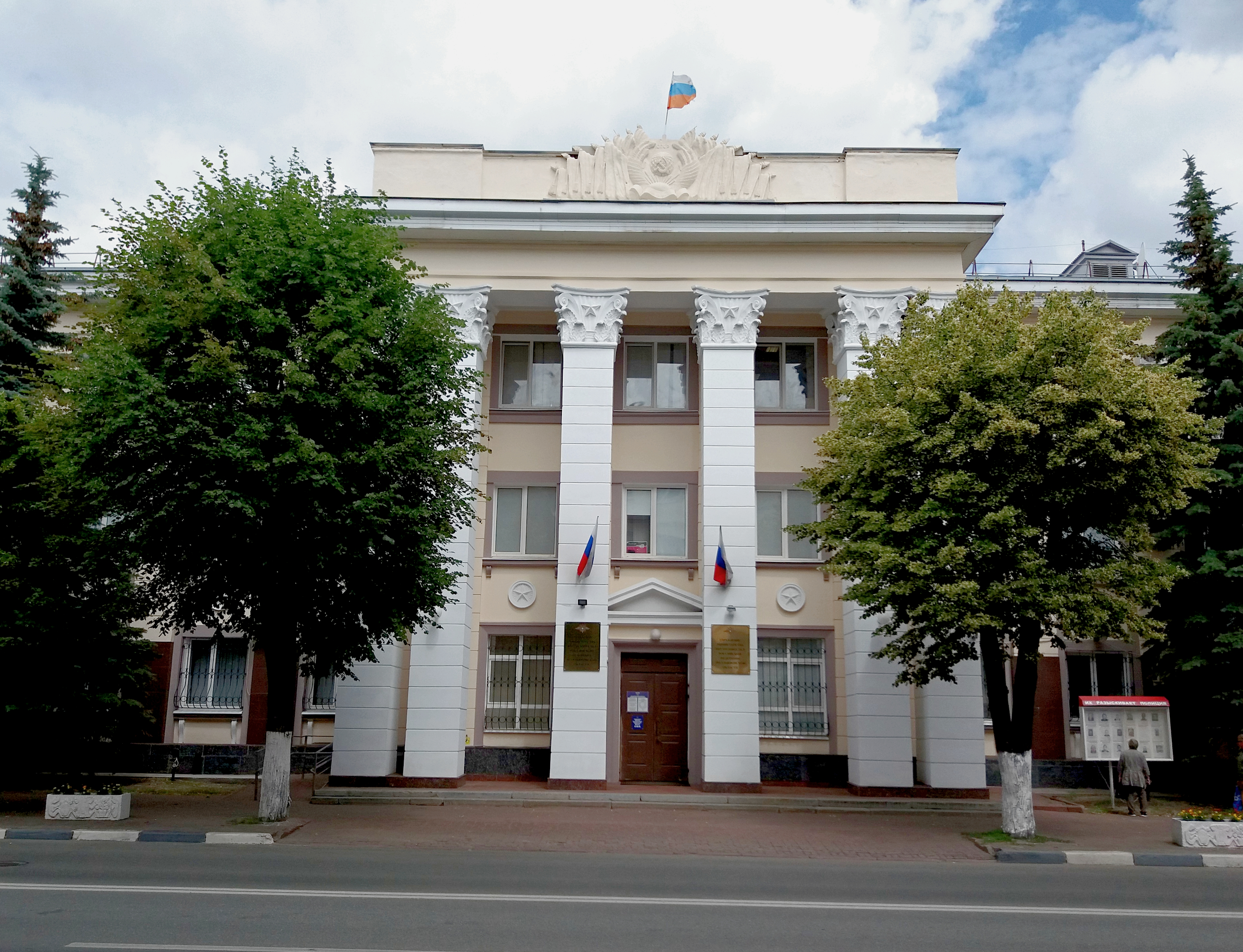
Здание управления МВД.

## Улица в филателии

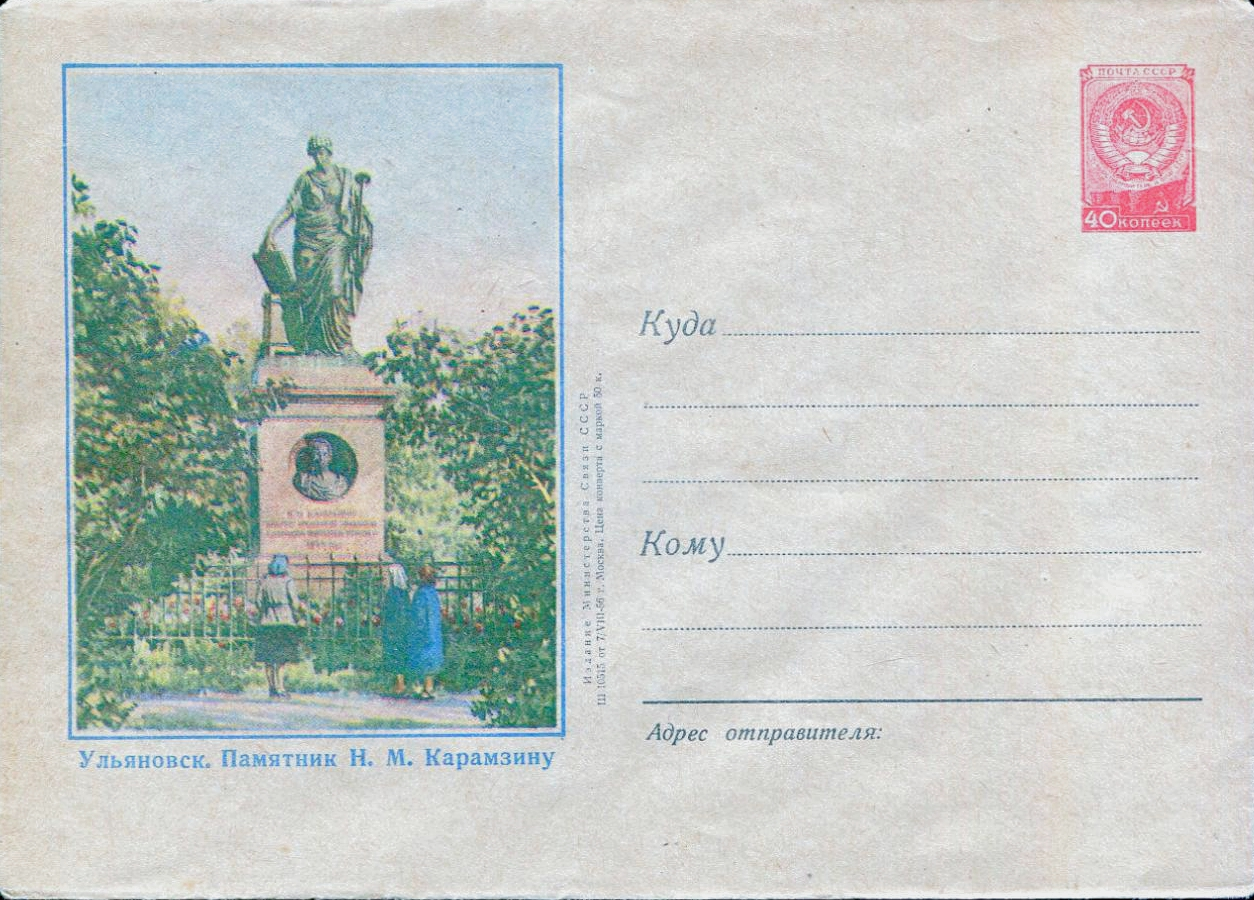
ХМК СССР, 1956 г. Ульяновск. Памятник Н. М. Карамзину.
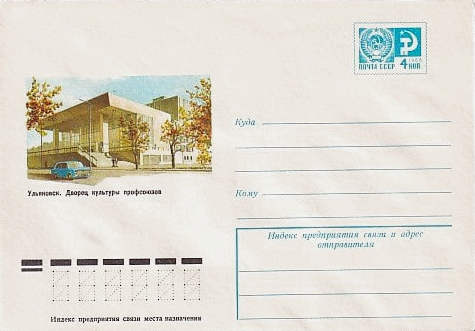
ХМК СССР, 1976. Ульяновск. Дворец культуры профсоюзов.
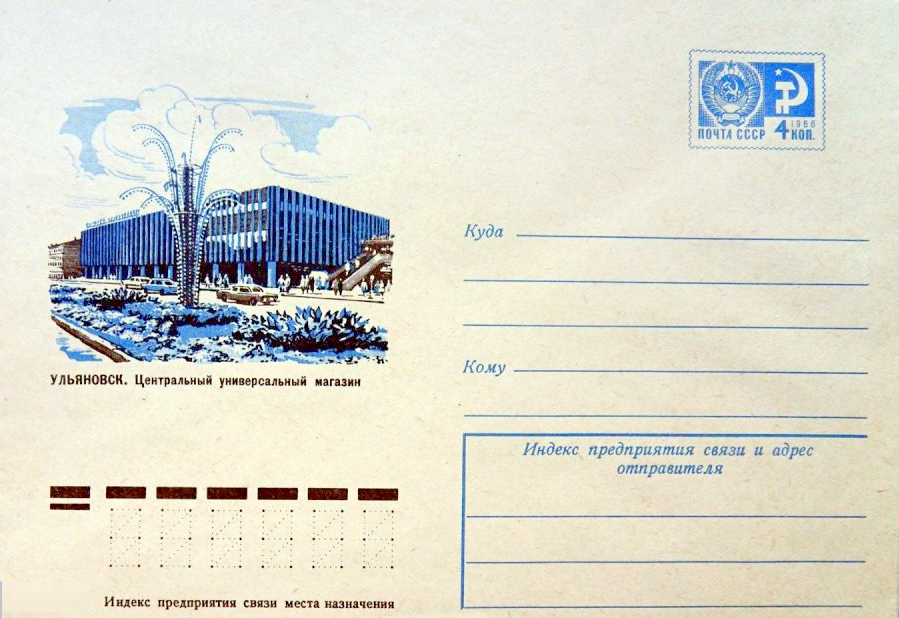
ХМК СССР, 1974. Ульяновск. Центральный универсальный магазин.
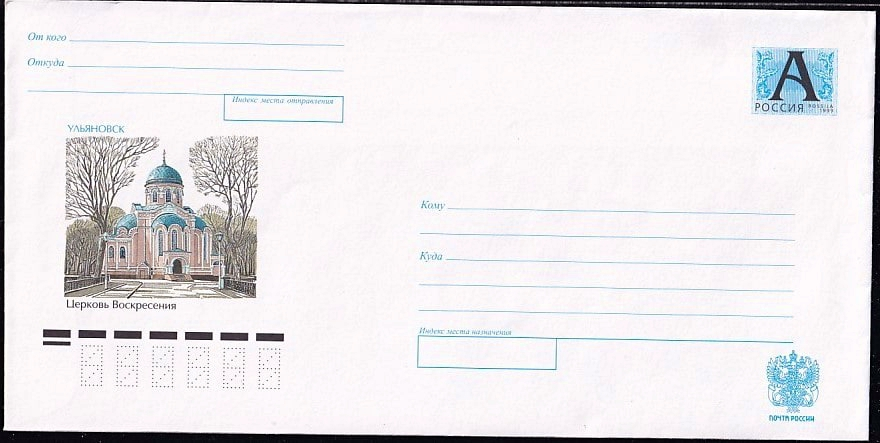
ХМК РФ, 2004. Ульяновск. Церковь Воскресения.